# البنغال الهولندية
بنغال  كانت مديرية شركة الهند الشرقية الهولندية في بنغال بين 1610 وحتى تصفية الشركة عام 1800.